# Wood County (Ohio)
 For alternative betydninger, se Wood County. (Se også artikler, som begynder med Wood County)
Wood County er et county i den amerikanske delstat Ohio. Amtet grænser op imod Lucas County i nord, Ottawa County i nordøst, Sandusky County i øst, Seneca County i sydøst, Hancock County i syd, Putnam County i sydvest, Henry County i vest. 
Wood Countys totale areal er 1.607 km², hvoraf 8 km² er vand. I 2000 havde amtet 121.065 indbyggere.
Amtets administration ligger i Bowling Green.  
Amtet er opkaldt efter Eleazer D. Wood.

## Demografi
Ifølge folketællingen fra 2000 boede der 121.065 personer i amtet. Der var 45.172 husstande med 29.678 familier. Befolkningstætheden var 76 personer pr. km². Befolkningens etniske sammensætning var som følger: 94,83% hvide, 1,27% afroamerikanere.
Gennemsnitsindkomsten for en husstand var $44.442 årligt, mens gennemsnitsindkomsten for en familie var på $56.468 årligt.

## Eksterne Henvisninger
- Wikimedia Commons har flere filer relateret til Wood County (Ohio)

41°22′N 83°37′V / 41.36°N 83.62°V